# Караман, Курмет Рахимулы
Курмет Рахимулы Караман (каз. Құрмет Рахымұлы Қараман; род. 2 августа 1995, Жамбыл) — казахстанский футболист, полузащитник.

## Карьера
Футбольную карьеру начал в 2016 году в составе клуба «Тараз». 3 апреля 2016 года в матче против клуба «Окжетпес» дебютировал в казахстанской Премьер-лиге. 27 апреля 2016 года в матче против клуба «Окжетпес» дебютировал в кубке Казахстана.

## Клубная статистика
| Игровая карьера | Игровая карьера | Игровая карьера | Лига | Лига | Кубок | Кубок | Межд. | Межд. | Др. | Др. |
| --------------- | --------------- | --------------- | ---- | ---- | ----- | ----- | ----- | ----- | --- | --- |
| 2014            | Тараз           | А               | —    | —    | —     | —     | —     | —     | —   | —   |
| 2015            | Тараз           | А               | —    | —    | —     | —     | —     | —     | —   | —   |
| 2016            | Тараз           | А               | 8    | 0    | 1     | 0     | —     | —     | —   | —   |
| 2016            | Тараз М         | В               | 17   | 1    | —     | —     | —     | —     | —   | —   |
| 2017            | Тараз           | А               | —    | —    | —     | —     | —     | —     | —   | —   |
| 2017            | Тараз М         | В               | 13   | 1    | —     | —     | —     | —     | —   | —   |
| 2018            | Экибастуз       | Б               | 25   | 3    | —     | —     | —     | —     | —   | —   |
| 2019            | Экибастуз       | Б               | 19   | 0    | 2     | 0     | —     | —     | —   | —   |
| 2020            | Игилик          | В               | 4    | 0    | —     | —     | —     | —     | —   | —   |
| 2021            | Тараз           | А               | —    | —    | —     | —     | —     | —     | —   | —   |
| 2021            | Тараз-Каратау   | Б               | 9    | 0    | —     | —     | —     | —     | —   | —   |
| 2022            | Игилик          | Б               | 26   | 1    | 1     | 0     | —     | —     | —   | —   |